# Malá Kraš
Malá Kraš (niem. Klein-Krosse, Kleinkrosse, Klein Krosse, Kleingrosse) – wieś, część gminy Velká Kraš, położona w kraju ołomunieckim, w powiecie Jesionik, w Czechach.